# بیاوکا تاتژانگسکا
بیاوکا تاتژانگسکا (به لهستانی:  Białka Tatrzańska) یک روستا در لهستان است که در گمینا بوکووینا تاتژانگسکا واقع شده‌است. بیاوکا تاتژانگسکا ۲٬۲۰۰ نفر جمعیت دارد.